# Stein am Kocher

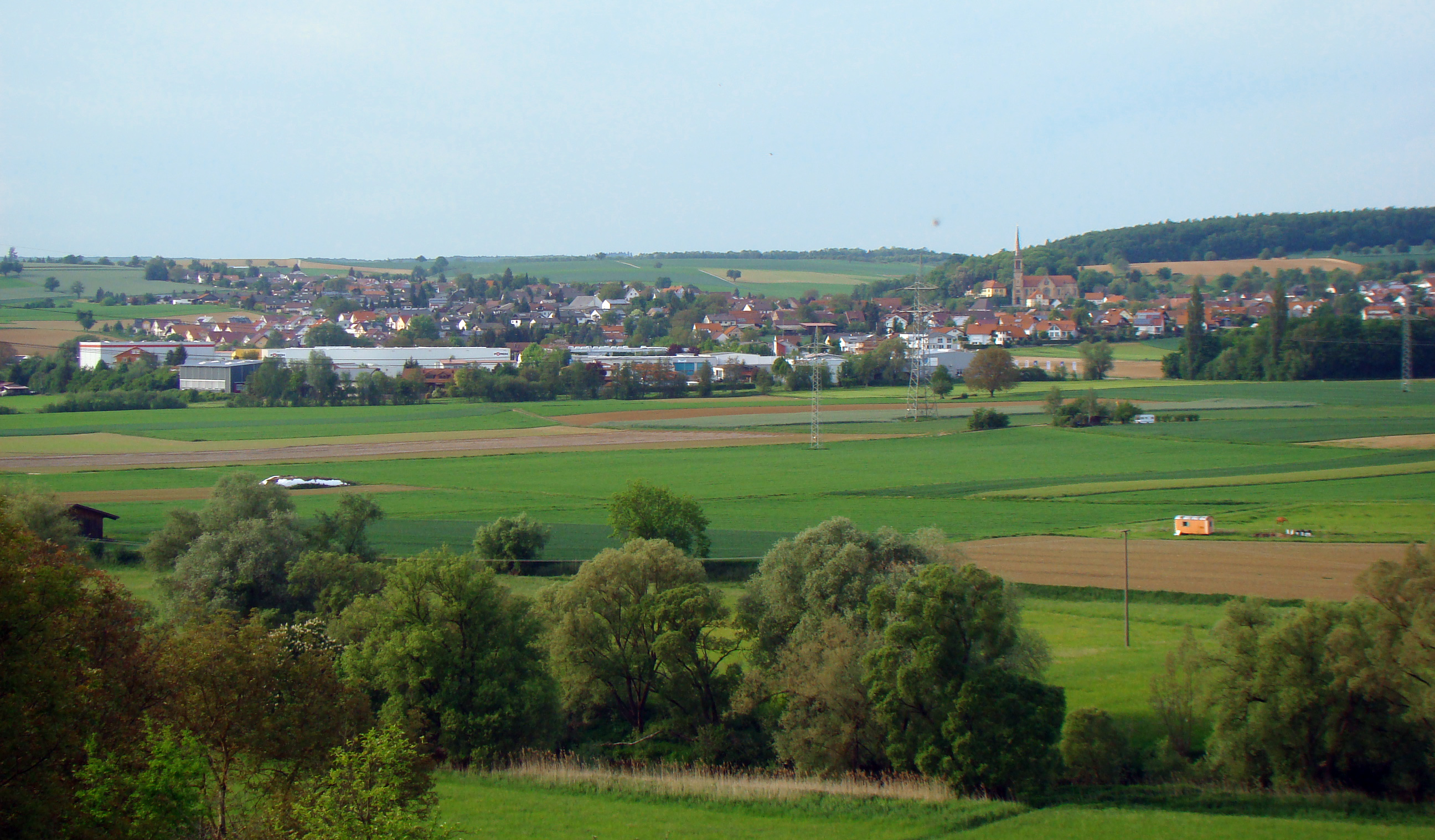
Blick auf Stein am Kocher

Stein am Kocher ist ein Ort in Baden-Württemberg, der zu Neuenstadt am Kocher gehört und rund 2500 Einwohner hat.

## Geographie
Stein am Kocher liegt etwa vier Kilometer nordwestlich von Neuenstadt am flachen rechten Talhang des Kochers in deutlichem Abstand vom Flusslauf. Zur Gemarkung gehören ebenfalls der Lobenbacher Hof und der Buchhof, die weiter westlich auf den Hügeln rechtsseits des Kochers liegen.

## Geschichte

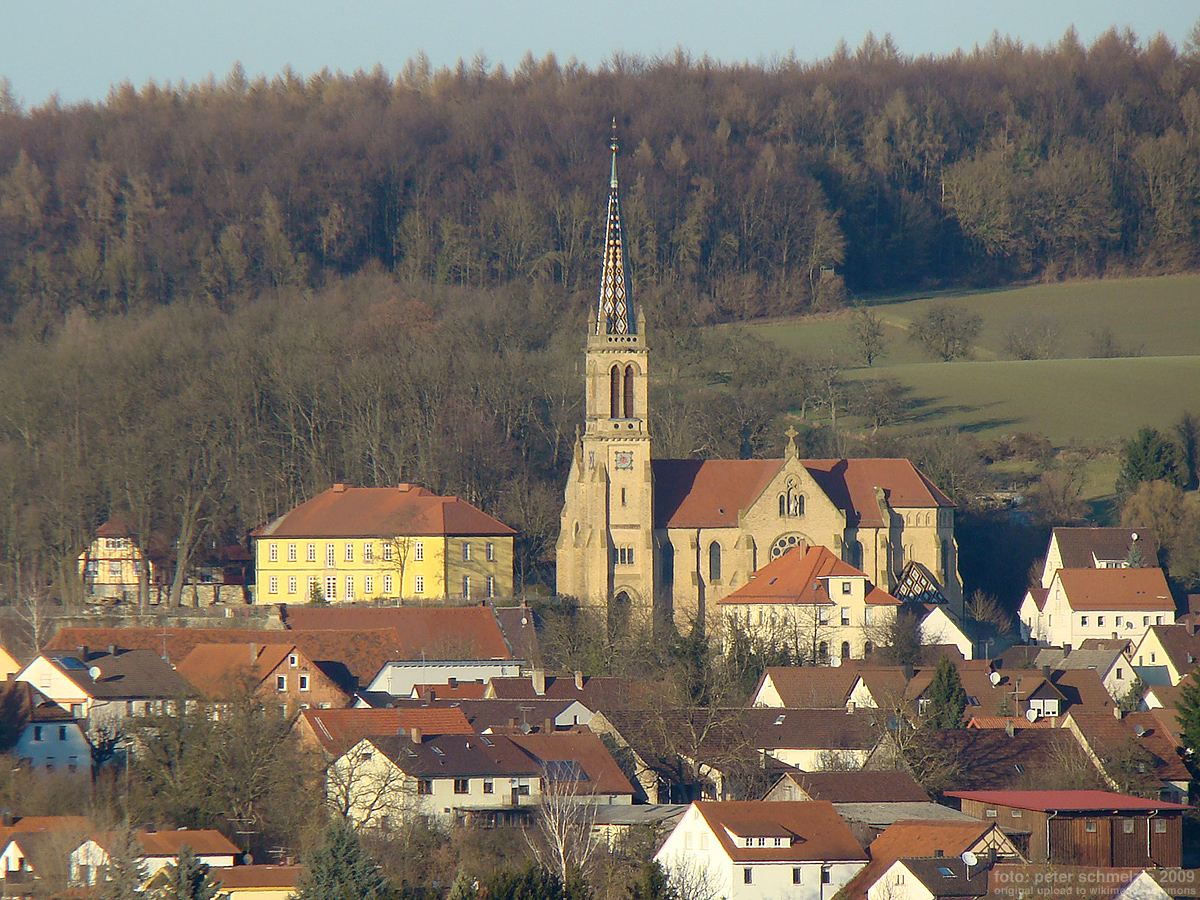
Schlossberg in Stein mit Dalbergschem Landhaus und Pfarrkirche

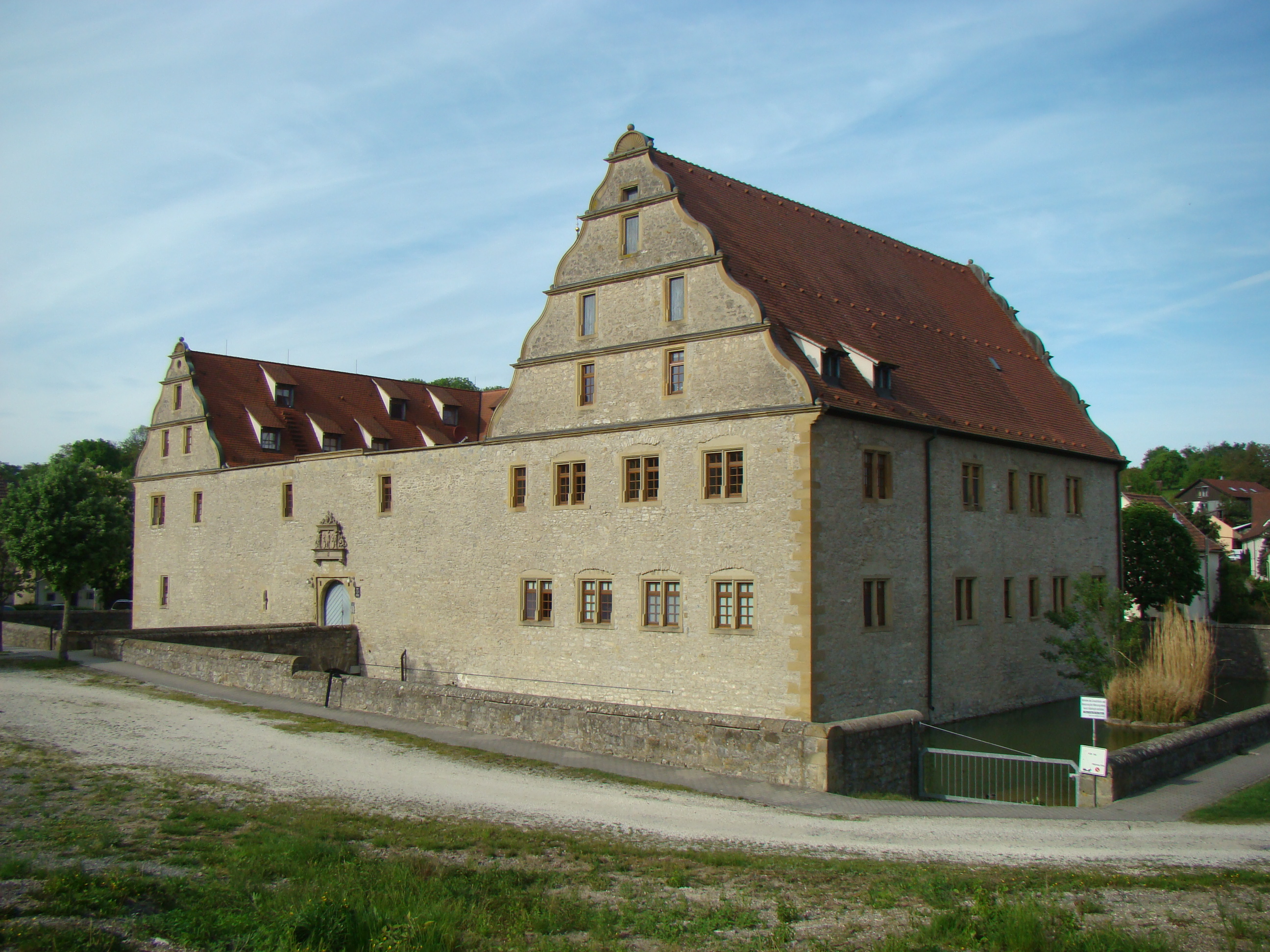
Wasserschloss Presteneck

Der Ortsname von Stein rührt von einem rund 10 Meter hohen Sinterkalkpolster am Schlossberg (Hallenberg) nahe der Kirche her, auf dem sich bereits im hohen Mittelalter die Burg zum Stein (später: Oberes Schloss) der Herren von Weinsberg befand. Südlich und westlich unterhalb des Schlossbergs liegt der Ort als Burgweiler. Den südlichen Abschluss des Altortes bildet das Wasserschloss Presteneck, das ursprünglich auch ein Weinsberger Lehen war und wohl bereits im Mittelalter als Burg bestand. Mit der Burgkapelle der Margarethe von Weinsberg in der Burg zum Stein wird eine Kirche am Ort erstmals 1090 erwähnt.
Das Dorf Stein und die Schlösser Presteneck und zum Stein wurden 1335 von den Herren von Weinsberg an Kurmainz verkauft. Schloss zum Stein und ein kleiner Teil des Ortes Stein kamen danach wieder als Lehen zu den Weinsberg. Presteneck und der restliche Teil des Ortes gingen als Lehen an die Berlichingen. Diesen folgten die Echter von Mespelbrunn und diesen die Horneck von Hornberg als Lehensnehmer. 1549 kaufte Eberhard von Gemmingen Presteneck und den Teilort. Er und sein Sohn Hans Walther errichteten 1580 anstelle der Burg Presteneck das heutige Wasserschloss Presteneck. Das Obere Schloss und der andere Teil des Ortes gelangten 1670 pfandweise an die Herren von Dalberg, die dort an deren Stelle ein Landhaus errichteten, und später über die Wiser und Westerholt an die Grafen von Degenfeld.
Infolge der Säkularisation von Kurmainz und durch den Reichsdeputationshauptschluss gelangte Stein 1803 mit der ehemaligen kurmainzischen Kellerei Neudenau zunächst an die Grafen von Leiningen-Heidesheim – die dadurch zu Grafen von Leiningen-Neudenau wurden. Die Grafschaft Leiningen-Neudenau kam dann durch Mediatisierung 1806 zum Großherzogtum Baden. Stein war damit – im Gegensatz zu den anderen Stadtteilen der heutigen Stadt Neuenstadt – bis zu seiner Eingemeindung Teil des Bezirksamtes und späteren Landkreises Mosbach.
Nach dem Aussterben der Linie von Gemmingen zu Presteneck 1831 verfiel das Wasserschloss allmählich und wurde von den Erben später an die Gemeinde Stein verkauft. 1871 erwarb die Gemeinde auch ein 1852 von Abraham Gumbel erbautes Haus und nutzte es künftig als neues Rathaus. Gegenüber dem Rathaus wurde ein Kriegerdenkmal zu Ehren der Kriegsteilnehmer 1870/71 (Deutsch-Französischer Krieg) errichtet. Im späten 19. Jahrhundert wurde auch die verfallene Weinsbergsche Burg vollends abgetragen und an ihrer Stelle 1884 die neogotische Pfarrkirche als Fortführung der Burgkapelle errichtet.
1939 wurden 1040 Einwohner gezählt, Ende 1945 waren es 1074 und 1961 rund 1230. 1970 erwarb das Land Baden-Württemberg das Schloss Presteneck und sanierte es von 1976 bis 1981 umfassend. Am 31. Dezember 1972 erfolgte die Eingemeindung des Ortes nach Neuenstadt am Kocher, womit auch ein Wechsel vom einen Tag später aufgelösten Landkreis Mosbach in den Landkreis Heilbronn erfolgte. Am 31. Mai 2008 hatte Stein am Kocher 2492 Einwohner.

### Jüdische Gemeinde
Nach dem Dreißigjährigen Krieg wurden von beiden Ortsherrschaften Juden in Stein angesiedelt, die hier eine Synagoge errichteten. Um 1840 hatte die Jüdische Gemeinde Stein am Kocher mit rund 130 Personen ihren höchsten Stand, durch Auswanderung und Landflucht ging die Gemeindegröße allerdings schnell stark zurück. 1875 waren es nur noch rund 50, 1900 noch 15, und 1933 noch zehn Personen, von denen den meisten die Auswanderung gelang. Zu Ausschreitungen gegen Juden kam es in Stein während der Zeit des Nationalsozialismus nicht, gleichwohl verstarben mindestens drei Jüdinnen aus Stein im Zuge der Deportation (→ Holocaust). Die Synagoge wurde 1935 verkauft und im April 1945 durch Kampfhandlungen zerstört. Zu den bekannten Juden aus Stein zählt die Familie Gumbel, die u. a. mehrere Bankiers hervorgebracht hat.

## Wappen
Die Blasonierung des ehemaligen Ortswappens lautet: In gespaltenem Schild vorne in Rot auf grünem Dreiberg ein silberner Zinnenturm, hinten in Silber das schwarze Ortszeichen (in Form von drei Spitzhacken am Stiel).

## Sehenswürdigkeiten

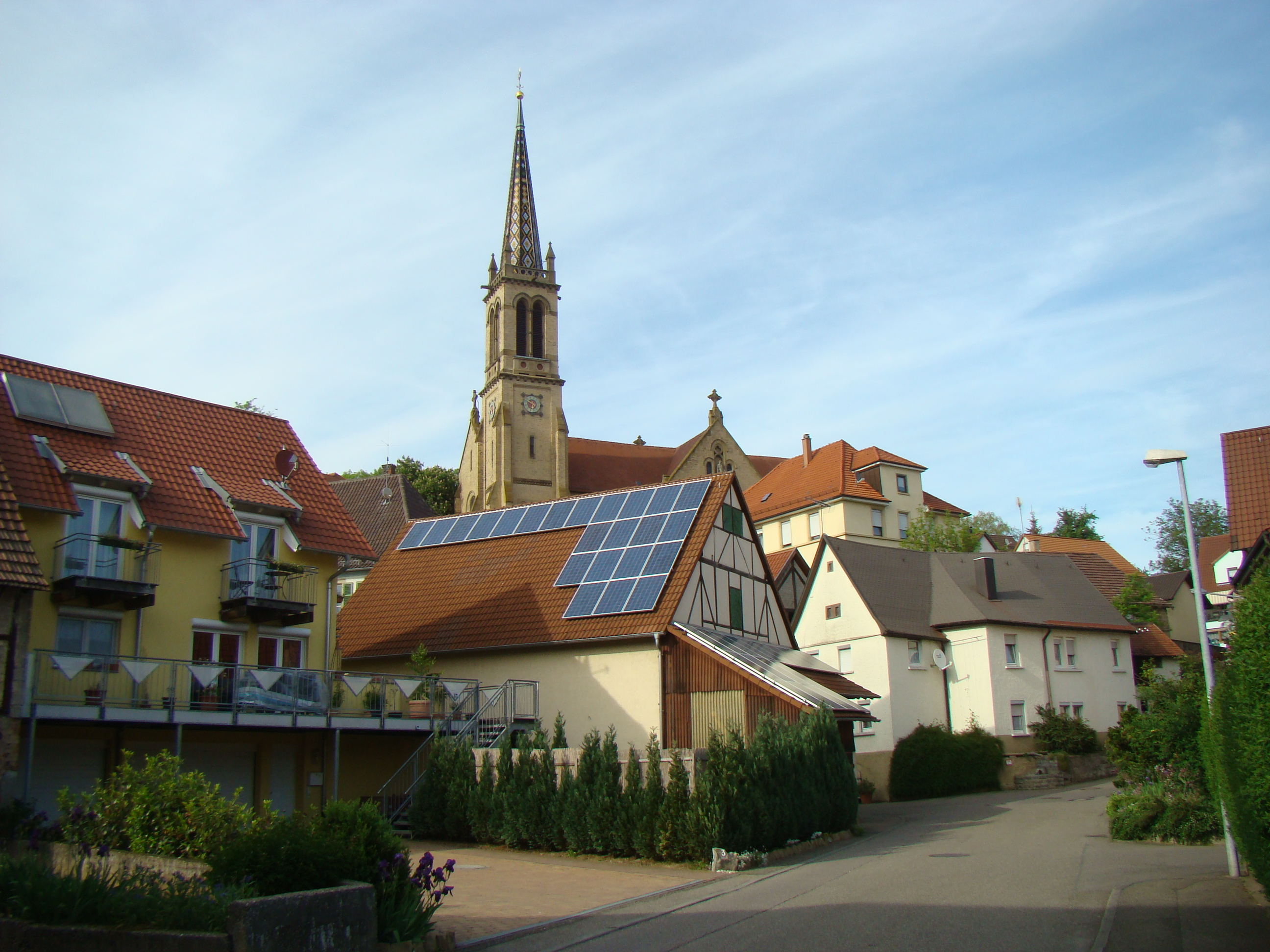
Stein am Kocher, Blick zum Schlossberg mit Heiligkreuz-Kirche

- Schloss Presteneck ist ein renaissancezeitliches, 1579 bis 1583 erbautes dreiflügeliges Wasserschloss mit prunkvollem Gemmingenschem Wappen über dem Haupttor, historischem Torhaus und Wirtschaftsgebäude von 1579. Das Schloss wurde 1976 bis 1981 saniert und diente heute Wohn- und Bürozwecken.
- Die Pfarrkirche Heilig Kreuz wurde 1881 bis 1884 im Stil der Neogotik nach Plänen von Ludwig Maier auf dem Schlossberg an Stelle der früheren Burg erbaut. Vorgängerbau der Kirche war die ursprünglich aus dem 11. Jahrhundert stammende Burgkapelle, die 1501 von Philipp von Weinsberg und 1725 unter von Dalberg erneuert wurde und 1835 in den Besitz der Gemeinde kam. Die Kirche wurde 1987 bis 1994 umfassend renoviert.
- Außer der Kirche befindet sich auf dem Schlossberg auch das Dalbergsche Landhaus, ein repräsentativer Wohnbau der einstigen Ortsherrschaft, der als Oberes Schloss einst auch von den Grafen von Wiser und den Grafen von Westerholt bewohnt wurde.
- Die Marienkapelle (Friedhofskapelle) wurde als Bethusel erstmals 1382 erwähnt und 1750 in ihrer heutigen Form erneuert. Nach schwerer Beschädigung 1945 nur noch als Lagerraum genutzt, wurde das Gebäude ab 1999 saniert und dient seit seiner erneuten Weihe im September 2002 wieder kirchlichen Zwecken.
- Das Pfarrhaus von 1782 wurde an Stelle eines Weinsbergschen Pfründehauses errichtet.
- Das Rathaus wurde 1852 errichtet, auf dem gegenüberliegenden Platz befindet sich ein Kriegerdenkmal.
- Das historische Gasthaus Lamm mit Saalbau wurde um 1900 erbaut.
- Im Buchhof befindet sich die von den Buchhöfer Bauern gestiftete und 1909/10 erbaute Marienkapelle mit schmuckvoller Ausmalung von Anton Glasen.

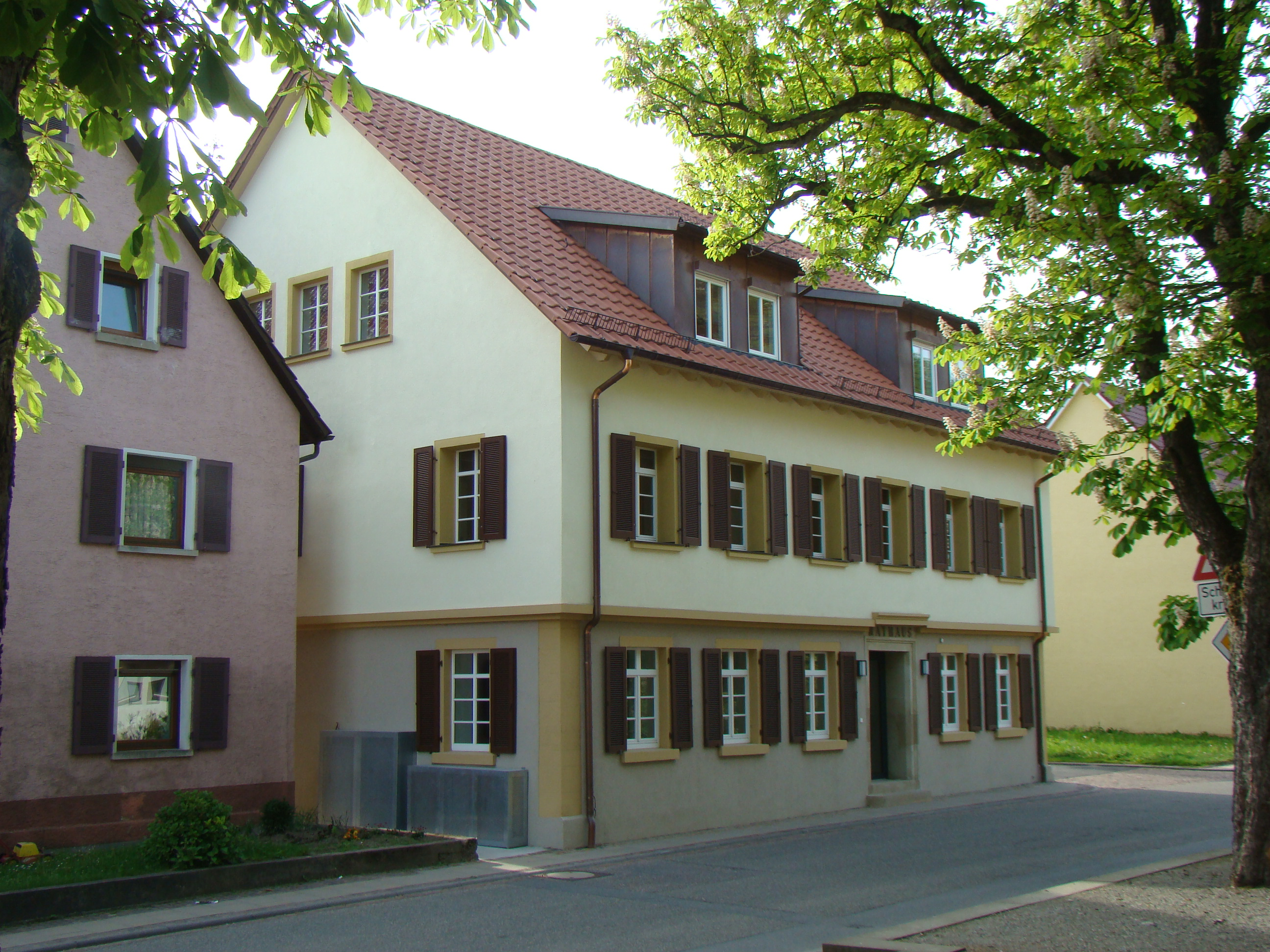
Rathaus
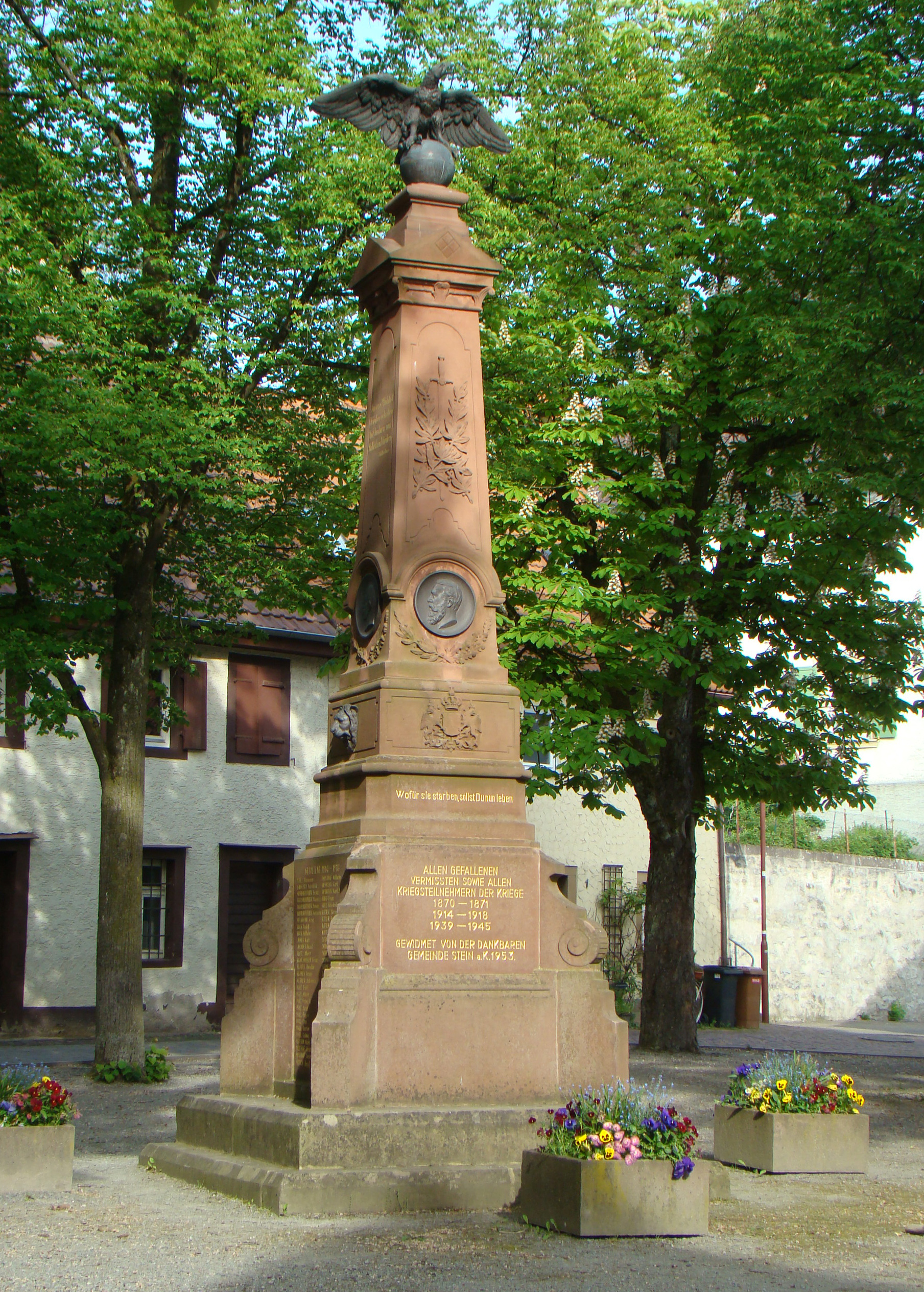
Kriegerdenkmal
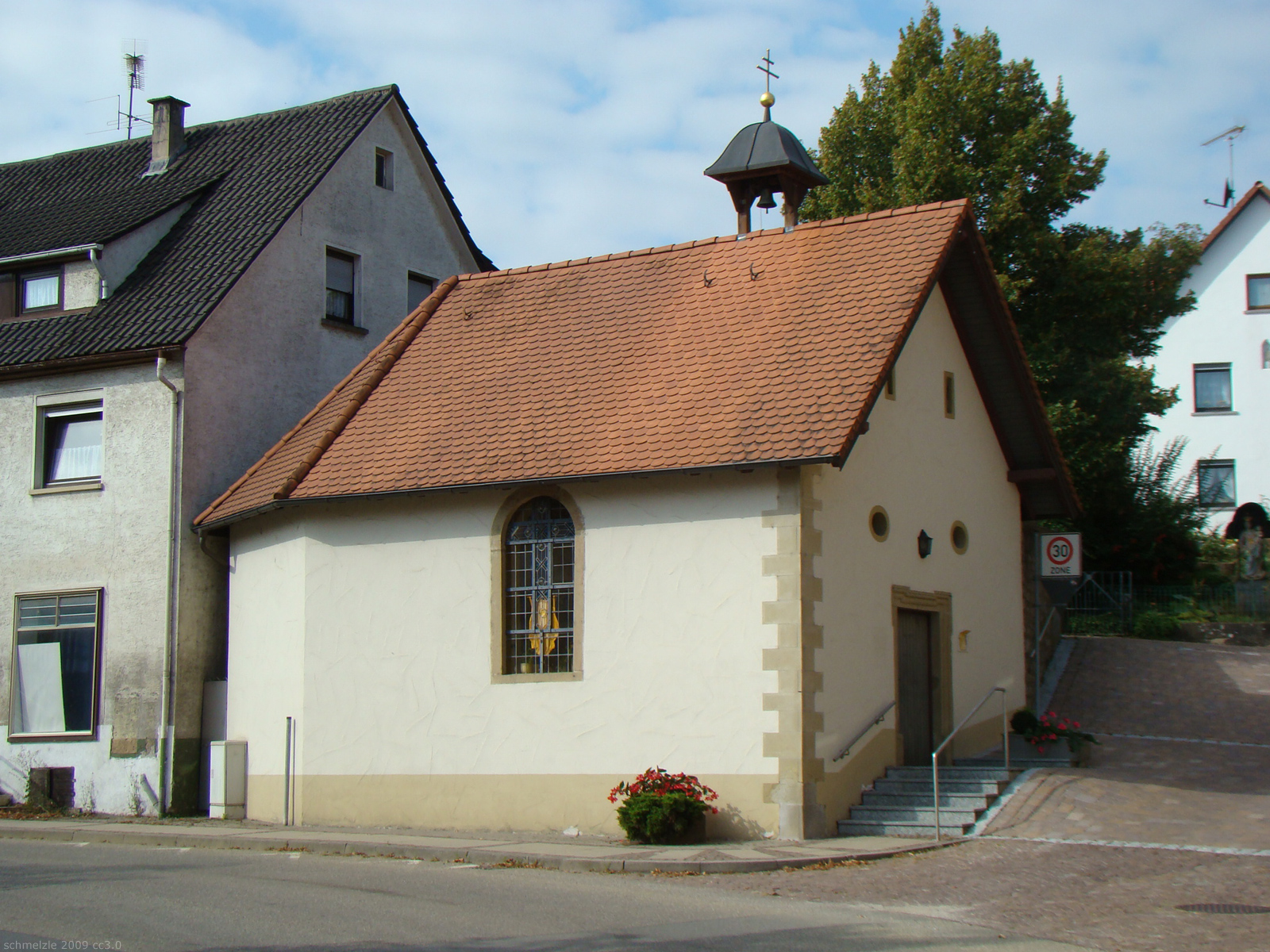
Marienkapelle
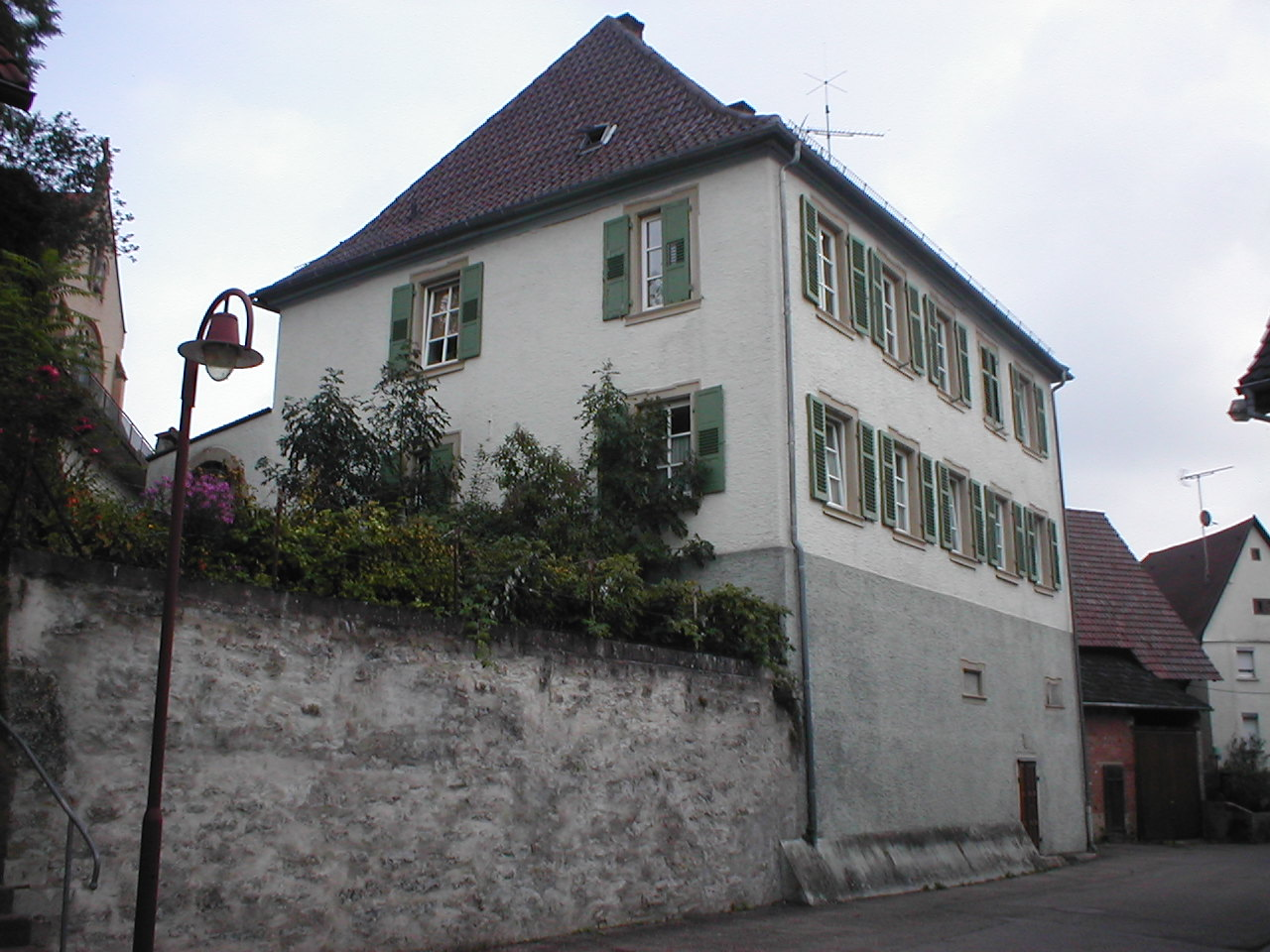
Pfarrhaus von 1782
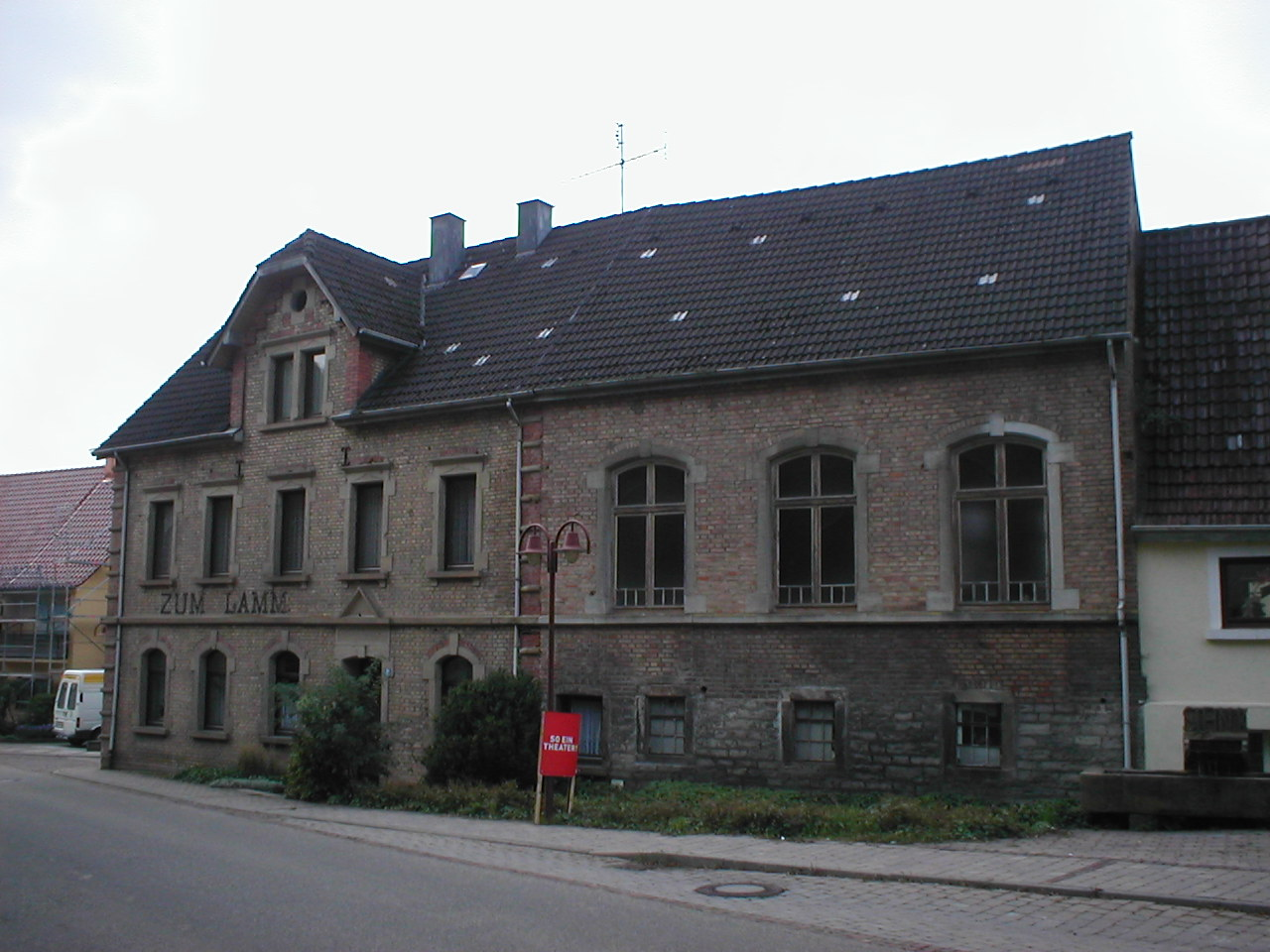
Saalbau ehemaliges Gasthaus Lamm

## Persönlichkeiten
- Alfons Hitzler (1897–1945), deutscher Politiker, NSDAP-Kreisleiter in Plauen und im sächsischen Vogtland
- Abraham Gumbel (1852–1930), Bankier, Sozialdemokrat und Kritiker des Ersten Weltkriegs.